# Amaurobius candia
Amaurobius candia är en spindelart som beskrevs av Thaler och Knoflach 2002. Amaurobius candia ingår i släktet Amaurobius och familjen mörkerspindlar. Inga underarter finns listade i Catalogue of Life.